# Eucharis bakeriana
Eucharis bakeriana là một loài thực vật có hoa trong họ Loa kèn đỏ. Loài này được N.E.Br. mô tả khoa học đầu tiên năm 1890.